# Rescue (álbum)
Rescue es el quinto álbum de estudio de la banda canadiense de post-hardcore Silverstein. Fue lanzado el 26 de abril de 2011 a través de Hopeless Records y fue producido por Jordan Valeriote.

## Antecedentes
Rescue fue producido por Jordan Valeriote y mezclado por Cameron Webb. El álbum se grabó durante un período de tiempo más largo que cualquiera de sus otros álbumes, ya que se llevó a cabo en dos sesiones separadas con un año de diferencia, lo que la banda ha dicho desde entonces que causó que el álbum tuviera una sensación más "desarticulada". Las sesiones iniciales para el álbum tuvieron lugar en la primavera de 2009, poco después del lanzamiento de su cuarto álbum de larga duración A Shipwreck in the Sand. El lanzamiento de Shipwreck completó su contrato con Victory Records y grabaron alrededor de 5 o 6 canciones nuevas que terminarían en Rescue para buscar nuevos sellos discográficos, finalmente decidiéndose por Hopeless Records. Tres de estas demos se incluyeron en la versión de lujo del álbum.

## Lista de canciones
| N.º | Título                                            | Duración |  |
| 1.  | «Medication»                                      | 4:29     |  |
| 2.  | «Sacrifice»                                       | 2:36     |  |
| 3.  | «Forget Your Heart»                               | 3:45     |  |
| 4.  | «Intervention»                                    | 3:06     |  |
| 5.  | «Good Luck with Your Lives»                       | 3:24     |  |
| 6.  | «Texas Mickey» (con Anthony Raneri de Bayside)    | 2:41     |  |
| 7.  | «The Artist» (con Brendan Murphy de Counterparts) | 3:05     |  |
| 8.  | «Burning Hearts»                                  | 3:02     |  |
| 9.  | «Darling Harbour»                                 | 2:53     |  |
| 10. | «Live to Kill»                                    | 2:35     |  |
| 11. | «Replace You»                                     | 3:24     |  |
| 12. | «In Memory Of...»                                 | 4:45     |  |

| Bonus tracks |                             |          |  |
| N.º          | Título                      | Duración |  |
| 13.          | «Burning Hearts» (Acústico) | 3:27     |  |
| 14.          | «Texas Mickey» (Demo)       | 3:03     |  |
| 15.          | «Intervention» (Demo)       | 3:11     |  |
| 16.          | «In Memory Of...» (Demo)    | 4:39     |  |
| 17.          | «Dancing on My Grave»       | 3:16     |  |
| 18.          | «Replace You» (Acoustic)    | 3:42     |  |

## Posicionamiento en lista
| Lista (2011)                      | Posición |
| --------------------------------- | -------- |
| U.S. Billboard 200                | 38       |
| U.S. Billboard Alternative Albums | 6        |
| U.S. Billboard Digital Albums     | 23       |
| U.S. Billboard Independent Albums | 5        |
| U.S. Billboard Rock Albums        | 11       |